# Julius Ernst van Brunswijk-Dannenberg
Julius Ernst van Brunswijk-Dannenberg (1571-1636) was van 1598 tot aan zijn dood hertog van Brunswijk-Dannenberg. Hij behoorde tot het huis Welfen.

## Levensloop
Julius Ernst was de oudste zoon van hertog Hendrik van Brunswijk-Dannenberg en diens echtgenote Ursula, dochter van hertog Frans I van Saksen-Lauenburg.
In 1598 volgde hij zijn overleden vader op als hertog van Brunswijk-Dannenberg en bleef deze functie uitoefenen tot aan zijn dood in 1636. Julius Ernst resideerde voornamelijk in de stad Hitzacker.
Julius Ernst stierf zonder mannelijke nakomelingen. Na zijn overlijden ging het hertogdom Brunswijk-Dannenberg naar zijn jongere broer, hertog August van Brunswijk-Wolfenbüttel.

## Huwelijk en nakomelingen
Op 1 september 1614 huwde Julius Ernst met Maria (1582-1616), dochter van graaf Edzard II van Oost-Friesland. Zij stierf aan complicaties van een bevalling. Ze kregen twee kinderen:
- Sigismund Hendrik (1614), enkele maanden na de geboorte gestorven
- Maria (1616-1665), huwde in 1635 met hertog Adolf Frederik I van Mecklenburg-Schwerin

Na de dood van zijn eerste vrouw hertrouwde Julius Ernst met Sybilla (1584-1652), dochter van hertog Willem van Brunswijk-Lüneburg. Ze kregen twee kinderen:
- August (1619), jong gestorven
- Anna Maria (1622), jong gestorven